# Pomnik Lotników Alianckich w Lipnicy Wielkiej

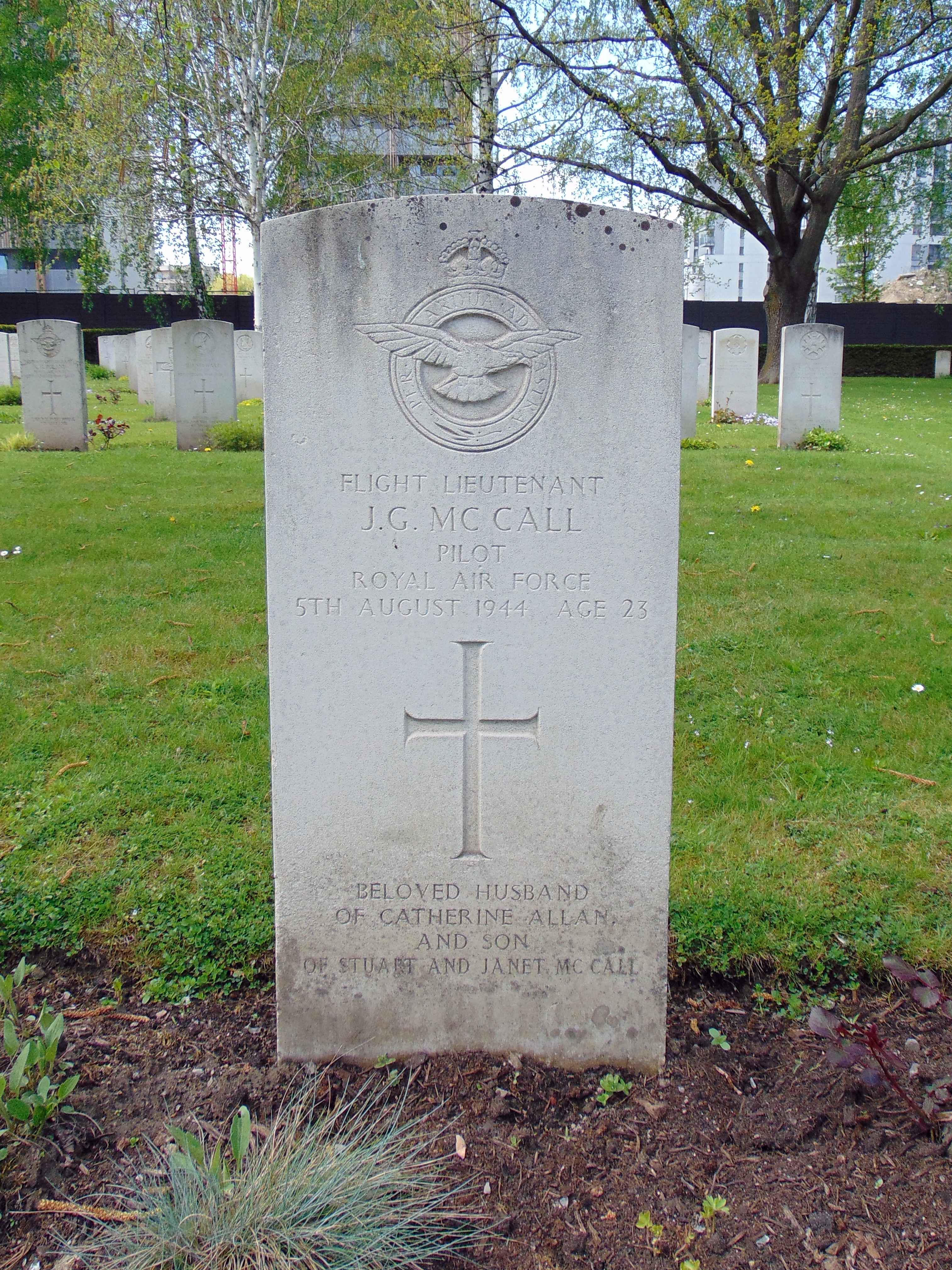
Nagrobek pilota Jamesa Girvana McCalla, cmentarz wojskowy w Krakowie (kwatera brytyjska)

Pomnik Lotników Alianckich w Lipnicy – pomnik znajdujący się w przysiółku Lipnica Wielka w województwie małopolskim. Pomnik upamiętnia lotników alianckich z 148 Eskadry RAF (ang. No. 148 Flight RAF), którzy zginęli w katastrofie samolotu w miejscowości Niecew w czasie II wojny światowej w czasie lotu bojowego.

## Opis
Pomnik znajduje się obok dworu w Lipnicy Wielkiej. 3 października 2018 roku pomnik został odsłonięty podczas patriotycznej uroczystości z udziałem kompanii reprezentacyjnej i orkiestry reprezentacyjnej Karpackiego Oddziału Straży Granicznej. Pomnik wykonany jest z szarego bloku skalnego, na którym umieszczono symboliczny fragment śmigła samolotu z napisem JP162 FS-S. Na pomniku umieszczono tablicę z nazwiskami załogi samolotu.

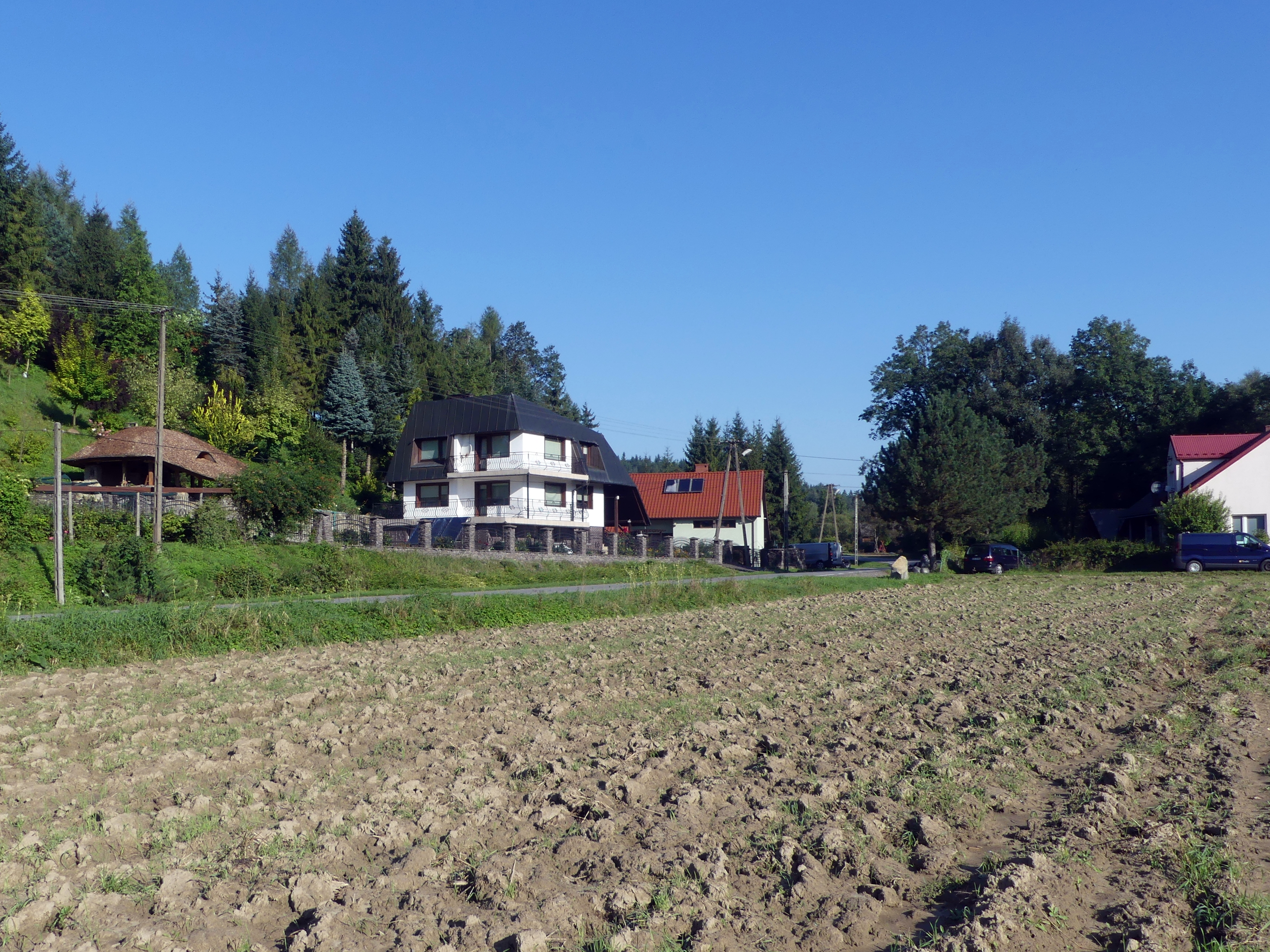
Niecew, miejsce katastrofy samolotu Halifax JP162, pomnik w rogu pola

## Historia
4 sierpnia 1944 r. na lotnisku Campo Cassale przygotowano do lotu z zaopatrzeniem dla powstańców w Warszawie: 7 samolotów (trzy Liberatory, cztery Halifaxy) 1586 Eskadry do Zadań Specjalnych, a brytyjski 148 Brytyjski Dywizjon przygotował 7 samolotów, łącznie 14 samolotów miało zabrać ładunek o wadze 17 ton, który zawierał 135 zasobników, 126 paczek. Na odprawie załóg przed lotem dowództwo 1586 Eskadry ogłosiło, że przyszedł rozkaz od brytyjskiego szefa sztabu RAF Johna Slessora, który zakazał wykonywać loty nad Warszawę, a zezwolił na zrzuty na placówki terenowe dla oddziałów partyzanckich Armii Krajowej. Rozkaz stwierdzał, że lotnictwo radzieckie ma lepsze możliwości wykonania lotów z lotnisk na terenach polskich zajętych przez Armię Czerwoną, a duża odległość przelotów samolotów RAF z Włoch do Warszawy nad terenami zajętymi przez Niemców spowoduje duże straty.
Dowództwo Eskadry 156 w czasie odprawy, w porozumieniu z własnymi załogami, zdecydowało wysłać nad Warszawę, wbrew rozkazowi, tylko załogi, które wyrażą zgodę. Tego dnia na misję zrzutów wystartowało 14 samolotów, trzy polskie poleciały nad Warszawę a 11 z zaopatrzeniem dla partyzantów Armii Krajowej, jednak cztery załogi brytyjskie 148 Dywizjonu nie powróciły z misji.
4 sierpnia 1944 Halifax JP162 FS-S z 148. Brytyjskiego Dywizjonu Specjalnego wystartował z włoskiego lotniska Campo Casale koło Brindisi, we Włoszech z misją dokonania zrzutu zaopatrzenia dla oddziałów partyzanckich w okupowanej przez Niemców Polsce. Załogę samolotu stanowili: F/Lt James Girvan McCall (pilot, nr. 127340, Brytyjczyk (Szkot) – RAF), F/O P.J. Anderson (nawigator, nr. C11369, Kanadyjczyk – RCAF), Sgt Clifford Aspinall (strzelec pokładowy (dispatczer), Brytyjczyk – RAF), Sgt Alan Jolly (radiooperator, nr. 1432300, Brytyjczyk – RAF), Sgt W.C. Underwood (mechanik pokładowy), Sgt R.O. Peterson (bombardier), nr. R131742, Kanadyjczyk – RCAF, Sgt John Frederick Cairney RAE (strzelec pokładowy), Brytyjczyk (Szkot) – RAF.
Samolot Halifax JP162 doleciał do celu misji, placówka zrzutowa o kryptonimie „Kanarek 211” w okolicy wsi Przysieka (17 km na północ od Miechowa), wykonał zrzut ładunku na spadochronach, wykonując dwukrotnie podejście. Około północy podczas powrotu nad południową Polską, samolot JP162 został wykryty przez niemieckie stacje radarowe, w kierunku Halifaxa skierowano niemiecki nocny samolot myśliwski Focke-Wulf Fw 189 systemem uzbrojenia Schräge Musik, pilotowany przez pilota Helmuta Kontera, który patrolował rejon pomiędzy Tarnowem i Krakowem. Zaatakowany Halifax zaczął się palić i spadł w miejscowości Niecew.
W katastrofie zginęli trzej lotnicy: F/Lt James Girvan McCall, Sgt Clifford Aspinall, Sgt John Frederick Cairney RAE. Natomiast z płonącego samolotu wyskoczyli na spadochronach ratując się pozostali czterej lotnicy, którzy uzyskali pomoc od Polaków i byli ukrywani w okolicznych wioskach.
Tej samej nocy z 4/5 sierpnia 1944 koło Tarnowa został zestrzelony inny samolot, także z 148 Eskadry RAF, był to Halifax JP-181, którego cała załoga zginęła. Poległych lotników upamiętnia Pomnik Lotników Alianckich w Dębinie Zakrzowskiej.
Uratowani lotnicy Halifaxa JP162 zostali skierowani do oddziału partyzanckiego Ludowej Straży Bezpieczeństwa Wojciecha Janczyka ps. „Kosa”, a później przeniesieni do oddziału partyzanckiego z 16. pułku piechoty Armii Krajowej „Barbara”, stacjonującego w pobliżu Jamnej. Po zakończeniu wojny lotnicy ci powrócili do Wielkiej Brytanii. Lotnicy, którzy zginęli w katastrofie, zostali pochowani w Wojnarowej obok kapliczki z figurą Matki Boskiej. 23 lipca 1948 r. brytyjska komisja wojskowa dokonała ekshumacji z grobu w Wojnarowej, ciała zabrano i pochowano w kwaterze brytyjskiej cmentarza wojskowego w Krakowie.
W latach 2009–2010 w Niecwi w miejscu katastrofy Halifaxa JP162 FS-S, Grupa Eksploracyjna Towarzystwa Historycznego z Nowego Targu w czasie poszukiwań odnalazła w ziemi dużą liczbę części z samolotu Halifax. W latach 2010–2013 dziennikarz Adam Sikorski nakręcił filmy – reportaże, które poświęcono historii samolotu oraz jego załogi. Były to filmy z cyklu „Było, nie minęło – Kronika zwiadowców historii”. W TVP Historia wyemitowano trzy filmy: „Halifax JP-162 zaginął” (odcinek 45, luty 2010), „Halifax JP-162 S – baza ostatnia” (odcinek 43, wrzesień 2010), „Halifax JP-162 S – dziejów rozdział ostatni” (2013).